# Lista de casas reais soberanas atuais

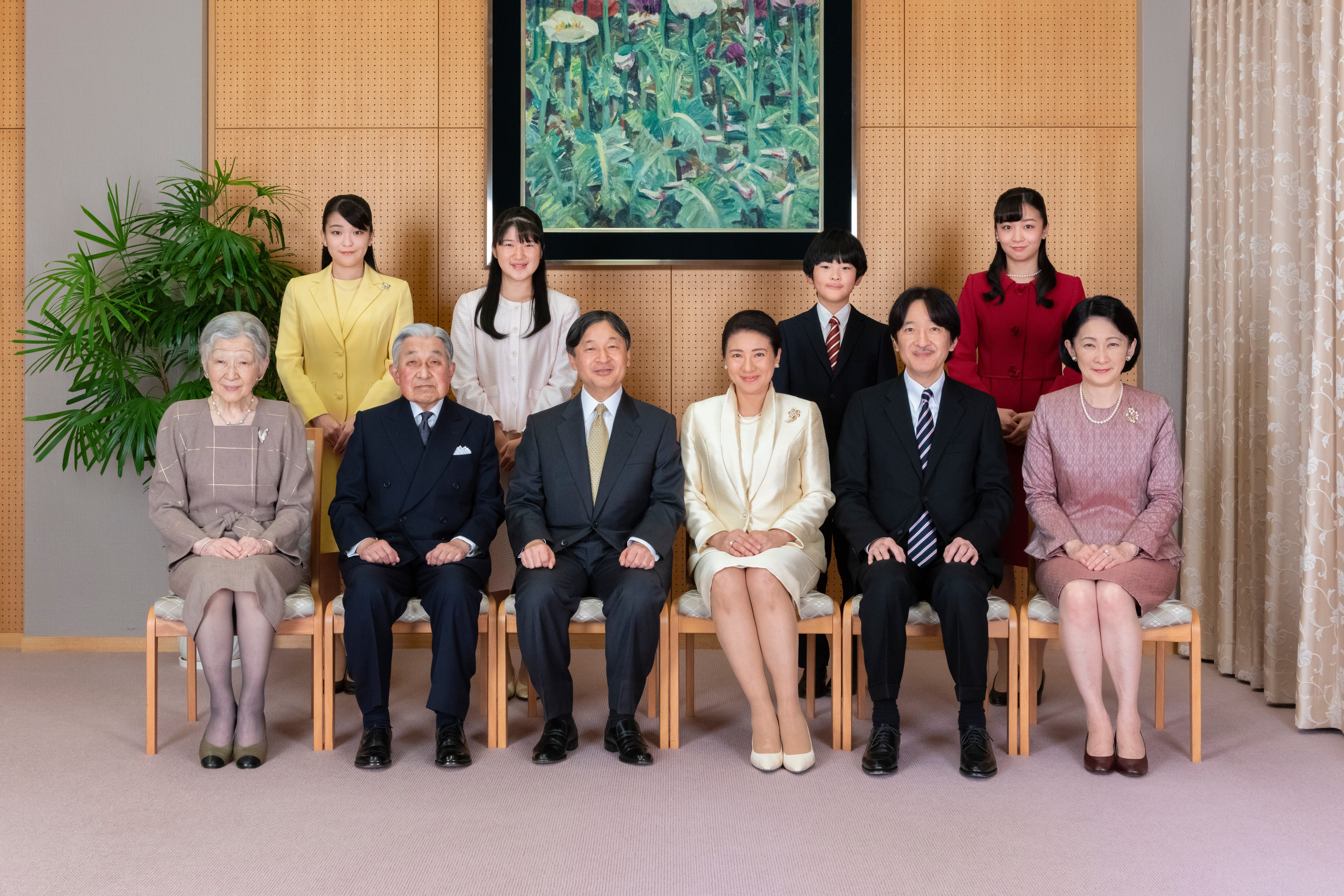
Fundada em 660 a.C., a Dinastia Yamato é tradicionalmente considerada a mais antiga casa dinástica atualmente no poder.

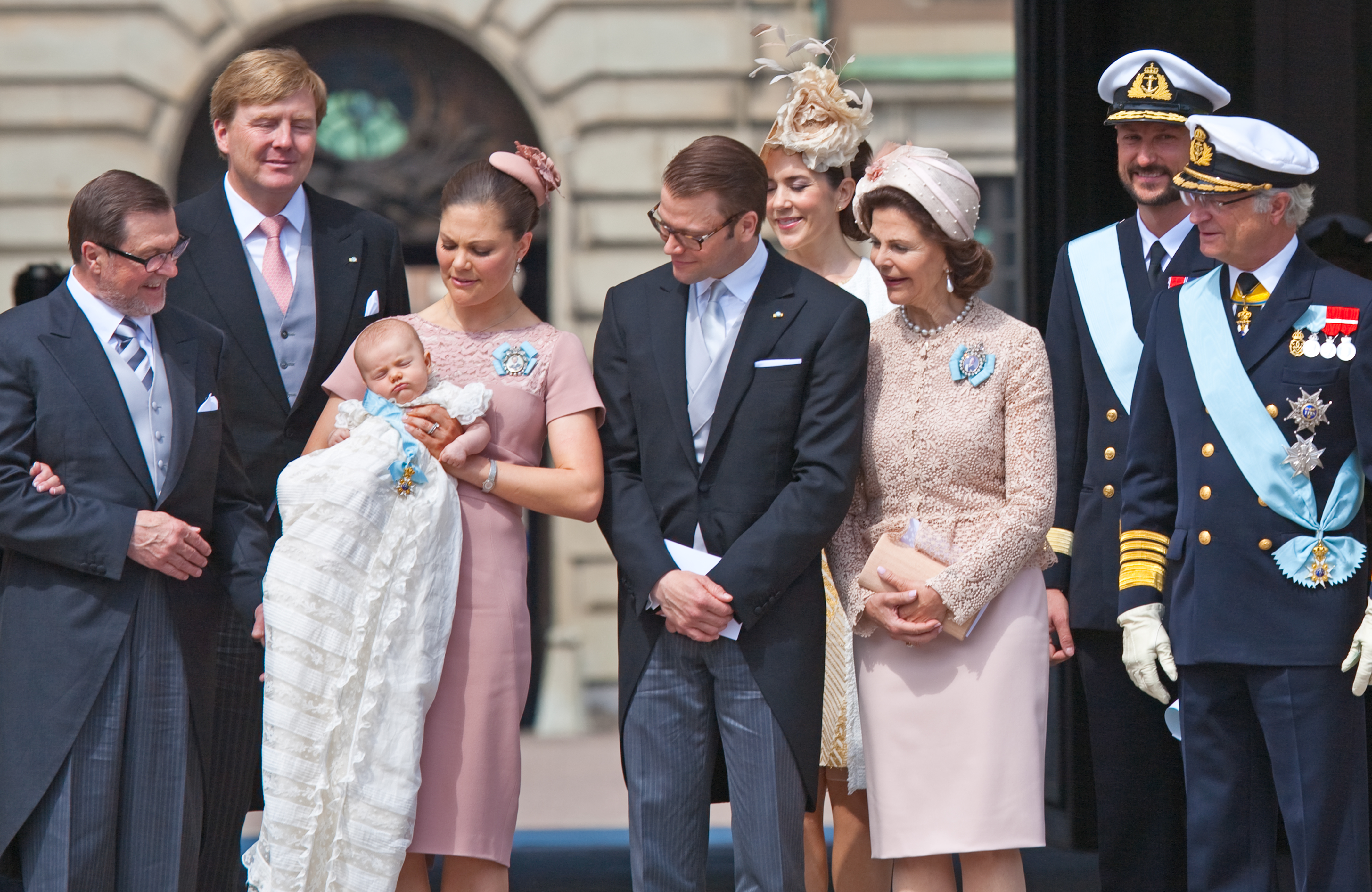
A família real sueca pertence à Casa de Bernadotte, uma família nobre de origem francesa.

Uma casa real é a casa dinástica ou linhagem familiar da qual descende um membro da nobreza, podendo também significar uma inteira geração de nobres. Este artigo lista as casas reais que atualmente ocupam os tronos monárquicos soberanos espalhados pelo globo. A maioria dos tronos monárquicos atualmente existentes são ocupados por diversas casas dinásticas e suas respectivas famílias reais. 
Devido a laços históricos, algumas monarquias podem também compartilhar ramos diferentes de uma mesma casa real. Neste sentido, Dinamarca e Noruega são ambas governadas pela Casa de Glücksburg. A Espanha, por sua vez, é governada pelo ramo espanhol da Casa de Bourbon, de origem francesa. Enquanto o trono do Reino Unido é ocupado pela Casa de Windsor, uma ramificação direta da Casa de Saxe-Coburgo-Gota que também ocupa o trono belga, estreitando os laços ancestrais destas duas famílias reais.
No Japão, Jordânia e Marrocos, a casa real costuma ser referida como dinastia, tendo o mesmo sentido de linhagem originária de seus respectivos soberanos como no demais Estados monárquicos. A dinastia reinante japonesa, por exemplo, não possui um nome específico, sendo oficialmente denominada como Casa Imperial do Japão e popularmente como Dinastia Yamato.
No continente europeu, a maior parte das casas reais estão correlacionadas devido à tradição longínqua de casamentos intrafamiliares. Neste sentido, alguns monarcas históricos são ancestrais comuns de mais de uma casa real. Este é o caso de Vitória do Reino Unido - monarca britânica da Casa de Hanôver - ancestral comum de pelo menos três monarcas reinantes atualmente e, por isso, alcunhada de "Avó da Europa". Paralelamente, Cristiano IX da Dinamarca - monarca dinamarquês da Casa de Glücksburg - é ancestral direto de dois monarcas soberanos contemporâneos e de diversas casas reais europeias, tendo sido alcunhado como "O Sogro da Europa".

## Lista de casas reais
| Casa real         | Reino                  | Fundação | Fundador                                        | Língua nativa | Religião oficial     |
| ----------------- | ---------------------- | -------- | ----------------------------------------------- | ------------- | -------------------- |
| al-Khalifa        | Bahrein                | 1766     | Khalifa bin Mohammed Ḥakīm do Barém             | Árabe         | Sunismo              |
| Alauí             | Marrocos               | 1631     | Mulei Ali Xarife Emir do Tafilete               | Árabe         | Sunismo              |
| al-Nahyan         | Emirados Árabes Unidos | 1761     | Nahyan bin Falah Xeque de Abu Dhabi             | Árabe         | Sunismo              |
| al-Thani          | Catar                  | 1847     | Mohammed bin Thani Emir do Catar                | Árabe         | Sunismo              |
| Bernadotte        | Suécia                 | 1818     | Carlos XIV João Rei da Suécia                   | Sueco         | Igreja da Suécia     |
| Bolkiah           | Brunei                 | 1368     | Muhammad Shah Sultão de Brunei                  | Malaio        | Sunismo              |
| Bourbon           | Espanha                | 1272     | Roberto de Clermont Conde de Clermont           | Castelhano    | Igreja Católica      |
| Chacri            | Tailândia              | 1782     | Rama I Rei da Tailândia                         | Siamês        | Teravada             |
| Dlamini           | Essuatíni              | 1745     | Ngwane III Rei da Suazilândia                   | Suázi         | Igreja Católica      |
| Glücksburg        | Dinamarca              | 1825     | Frederico Guilherme Duque de Eslésvico-Holsácia | Dinamarquês   | Igreja da Dinamarca  |
| Glücksburg        | Noruega                | 1825     | Frederico Guilherme Duque de Eslésvico-Holsácia | Norueguês     | Igreja da Noruega    |
| Grimaldi          | Mónaco                 | 1160     | Grimaldo Canella Cônsul de Gênova               | Francês       | Igreja Católica      |
| Haxemita          | Jordânia               | 1916     | Huceine ibne Ali Xarife de Meca                 | Árabe         | Sunismo              |
| Liechtenstein     | Liechtenstein          | 1608     | Carlos I Príncipe-soberano de Liechtenstein     | Alemão        | Igreja Católica      |
| Moshesh           | Lesoto                 | 1822     | Moshoeshoe I Rei do Lesoto                      | Sesoto        | –                    |
| Nassau-Weilburg   | Luxemburgo             | 1344     | João I Conde de Nassau-Weilburg                 | Alemão        | Igreja Católica      |
| Norodom           | Camboja                | 1860     | Norodom I Rei do Camboja                        | Quemer        | Budismo              |
| Orange-Nassau     | Países Baixos          | 1544     | Guilherme I Príncipe de Orange                  | Neerlandês    | Igreja da Holanda    |
| Pahang            | Malásia                | 1470     | Muhammad Shah Sultão de Pahang                  | Malaio        | Sunismo              |
| Saud              | Arábia Saudita         | 1744     | Saud bin Muhammad Emir de Daria                 | Árabe         | Sunismo              |
| Saxe-Coburgo-Gota | Bélgica                | 1826     | Ernesto I Duque de Saxe-Coburgo-Gota            | Alemão        | Igreja Católica      |
| Tupou             | Tonga                  | 1845     | Jorge Tupou I Rei de Tonga                      | Tonganês      | Igreja Católica      |
| Wangchuck         | Butão                  | 1907     | Ugyen Wangchuck Druk Gyalpo                     | Butanês       | Budismo              |
| Windsor           | Reino Unido            | 1917     | Jorge V Rei do Reino Unido                      | Inglês        | Igreja de Inglaterra |
| Yamato            | Japão                  | 660 a.C. | Jimmu Imperador do Japão                        | Japonês       | Xintoísmo            |